# Localización absoluta
En geografía, la localización absoluta es la que permite conocer la ubicación exacta de cualquier punto de la superficie terrestre, a partir de la red geográfica y del sistema de coordenadas geográficas.

## Localización relativa
Las personas al andar utilizan como punto de llegada algún lugar en específico y para llegar a él toman diferentes puntos para guiarse, puede ser una esquina, un puente, etc. A eso se le llama "punto de referencia" que cada uno imagina, es subjetivo y personal, ya que esos puntos de guía pueden tener otro valor para otras personas; a partir de estos se realizan representaciones aproximadas denominadas croquis

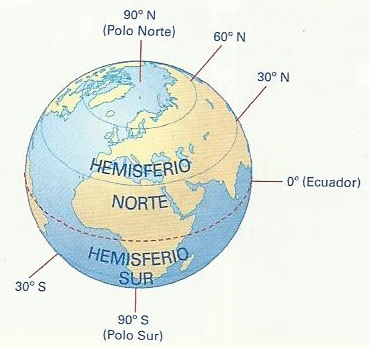
La Tierra dividida en el hemisferio norte y el hemisferio sur.

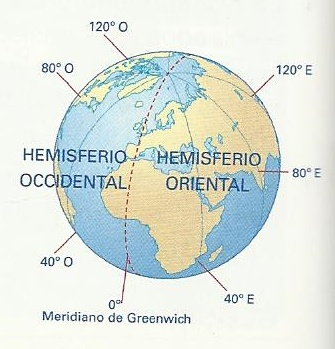
La Tierra dividida en el hemisferio occidental y el hemisferio oriental.

## La orientación en el espacio
Orientación es la acción de ubicarse tomando como referencia los cuatro puntos cardinales: norte (N), sur (S), este (E), oeste (O). Estos puntos se han determinado teniendo en cuenta el lugar por donde sale el Sol (E) y por donde se oculta (O). Por lo tanto, estas referencias son universales y pueden utilizarse en cualquier lugar de la superficie terrestre. En un mapa, la orientación se representa normalmente con una flecha que señala hacia el norte. Otra forma de representación es la rosa de los vientos, en las que se señalan los cuatro puntos cardinales y sus intermedios: noreste (NE), sureste (SE), suroeste (SO) y noroeste (NO).

## Las líneas imaginarias
Para ubicarnos con exactitud en la superficie terrestre, contamos con una red de líneas imaginarias llamadas paralelos y meridianos. Los paralelos son circunferencias de diferente extensión, perpendiculares al eje terrestre. El ecuador es el paralelo de mayor extensión y divide a la Tierra en dos hemisferios: el hemisferio norte, llamado septentrional o boreal; y el hemisferio sur, al que se denomina asimismo, meridional  austral. 
El ecuador tiene valor 0° y constituye el paralelo de origen o de referencia. Los demás paralelos se gradúan de 0° a 90° en dirección a los polos. Los meridianos son semicircunferencias cuyos extremos coinciden con los polos. En 1884, por convención internacional, se adoptó el meridiano que pasa por la localidad de Greenwich, próxima a Londres, como meridiano de origen . Este divide a la Tierra en dos hemisferios: el hemisferio occidental  y el hemisferio oriental. Las líneas de longitud o meridianos nos ayudan a medir el tiempo: todos los lugares ubicados en la misma longitud tienen la misma hora. Los paralelos especiales coinciden con las grandes zonas de distribución de temperatura en la superficie terrestre.

## Localización absoluta y coordenadas
Las coordenadas geográficas permiten obtener la localización absoluta o exacta de un lugar, ya que un punto de la superficie terrestre tiene un valor de latitud y otro de longitud que es determinado por un paralelo y un meridiano, respectivamente. Así, por ejemplo, la ciudad de Lima se encuentra ubicada a los 12°02′06″ de latitud sur y a los 77°01′07″ de longitud oeste.
- La latitud es la distancia que existe entre un punto cualquiera de la superficie terrestre y el ecuador. Todos los puntos ubicados sobre el mismo paralelo tienen igual latitud.
- La longitud es la distancia que existe entre un punto cualquiera de la superficie terrestre y el meridiano de Greenwich. Todos los puntos situados sobre un mismo meridiano tienen igual longitud.

- Datos: Q24955354